# Nedra Flärksjön
Nedra Flärksjön är en sjö i Ljusdals kommun i Hälsingland och ingår i Ljusnans huvudavrinningsområde. Sjön är 6,6 meter djup, har en yta på 0,0588 kvadratkilometer och befinner sig 521,7 meter över havet.

## Delavrinningsområde
Nedra Flärksjön ingår i det delavrinningsområde (684739-143232) som SMHI kallar för Mynnar i 684425-143730. Medelhöjden är 583 meter över havet och ytan är 13,75 kvadratkilometer. Det finns inga avrinningsområden uppströms utan avrinningsområdet är högsta punkten. Vattendraget som avvattnar avrinningsområdet har biflödesordning 4, vilket innebär att vattnet flödar genom totalt 4 vattendrag innan det når havet efter 235 kilometer. Avrinningsområdet består mestadels av skog (93 procent). Avrinningsområdet har 0,13 kvadratkilometer vattenytor vilket ger det en sjöprocent på 1 procent.